# Bartholomeus van der Helst

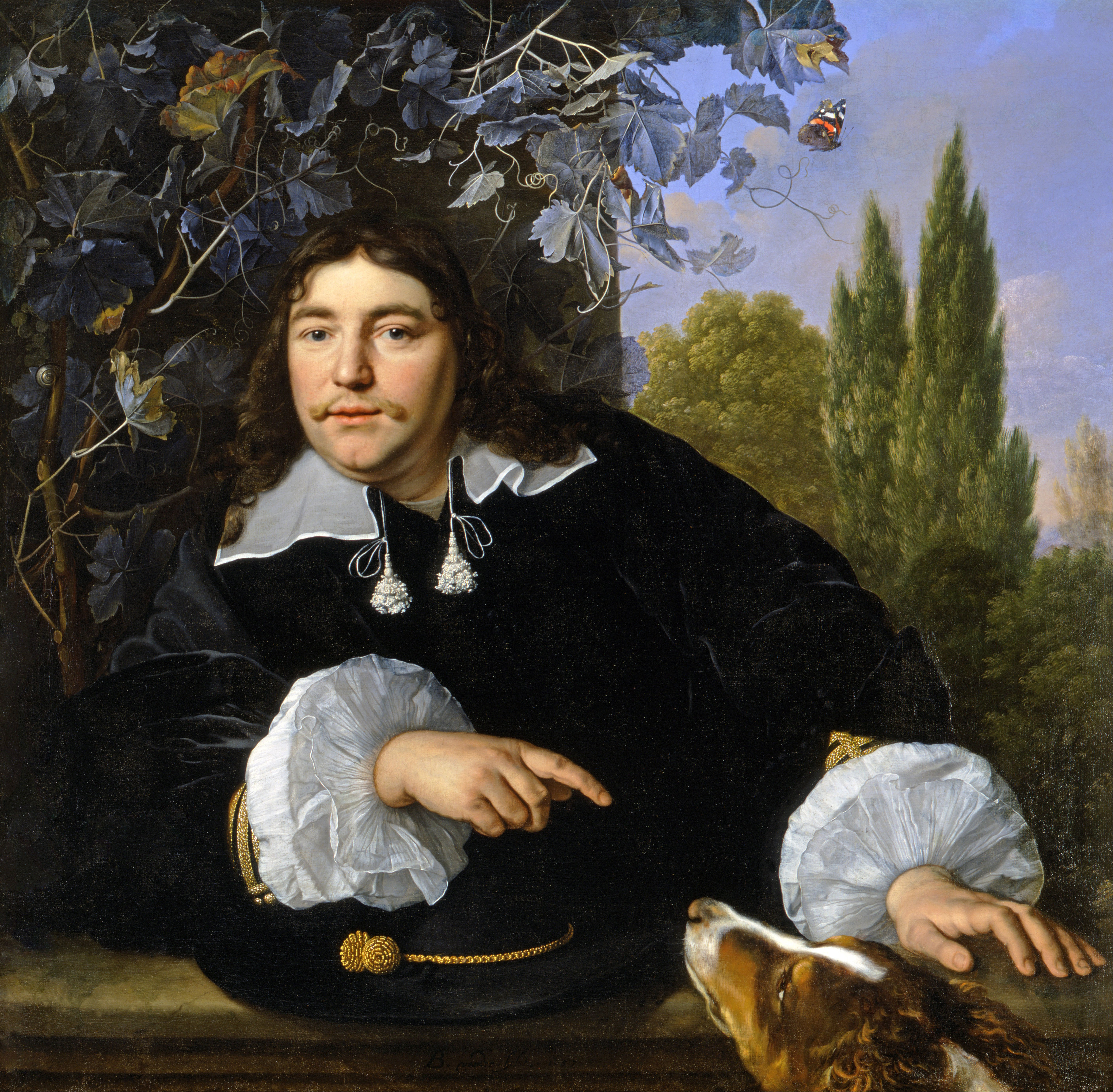
Bartholomeus van der Helst, Selbstporträt

Bartholomeus van der Helst (* um 1613 in Haarlem; † vor 16. Dezember 1670 in Amsterdam) war ein holländischer Maler.

## Leben
Van der Helst war der Sohn des Weinhändler Lodewyck van der Helst (ca. 1579–1638), der in Haarlem wohnte und zeitweilig dort auch eine Wirtschaft betrieb und ein Hotel besaß. Seine Mutter hieß Aeltgen Bartels († 1636). Um das Jahr 1620 ließ sich der Vater in Amsterdam nieder. Van der Helst war zunächst ein Schüler von Nicolaes Eliaszoon Pickenoy. Er scheint sich danach unter dem Einfluss von Frans Hals, dann in Amsterdam unter dem Einfluss von Thomas de Keyser und Rembrandt gebildet zu haben. Sein frühestes datiertes Bild von 1637 stellt die Regenten des Waale Weeshuis zu Amsterdam im Rathaus dar.
Sein Hauptwerk ist das im Reichsmuseum zu Amsterdam befindliche Schützenmahl, welches die Amsterdamer Bürgergarde zur Feier des Westfälischen Friedens 1648 veranstaltete, ein kolossales Bild mit 25 lebensgroßen Figuren. Die sprechenden Gesichtszüge, die Meisterschaft der Modellierung, die kräftige, klare Färbung erheben dasselbe zu einem Hauptwerk aller Zeiten.

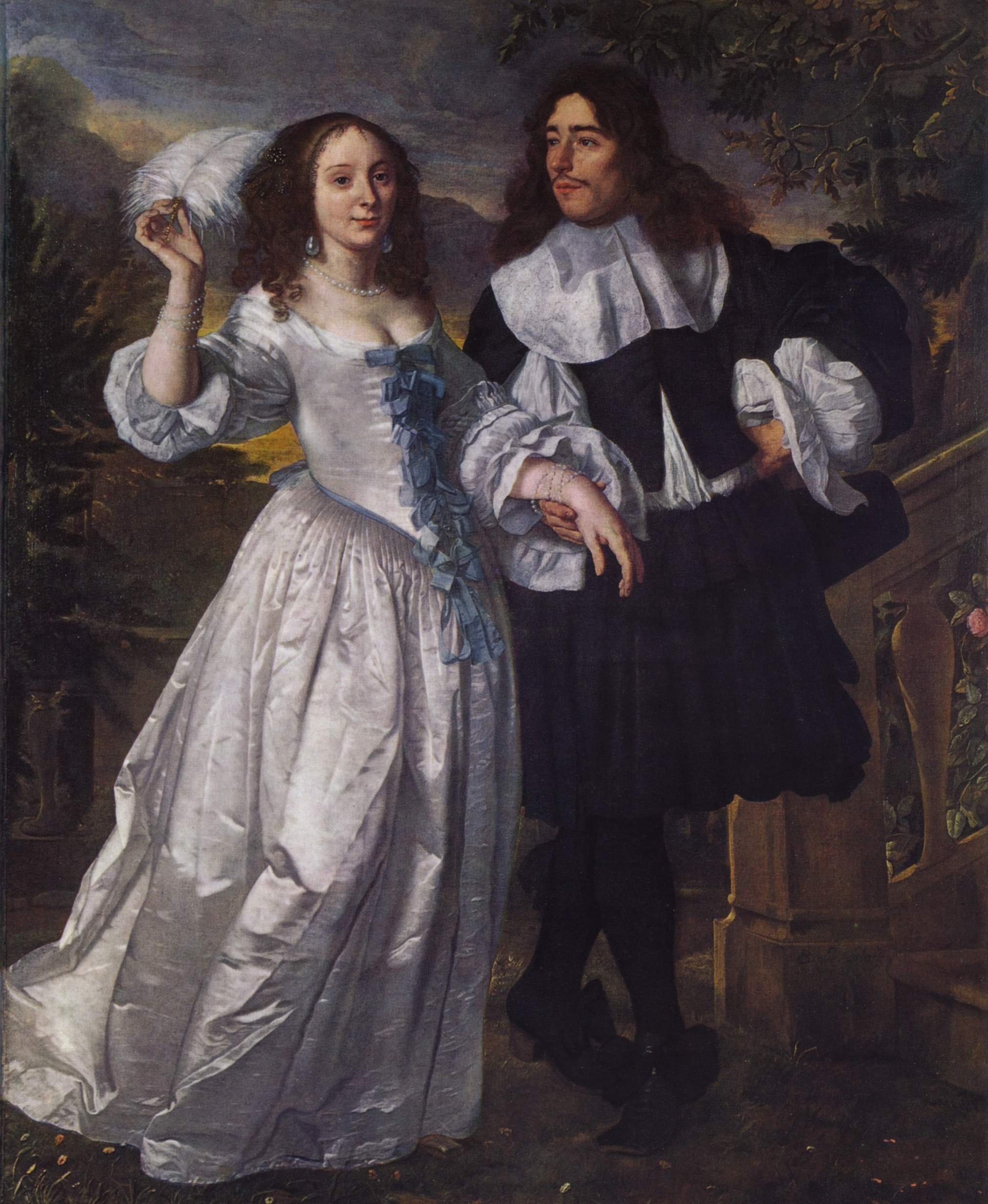
Porträt eines Patrizierpaares

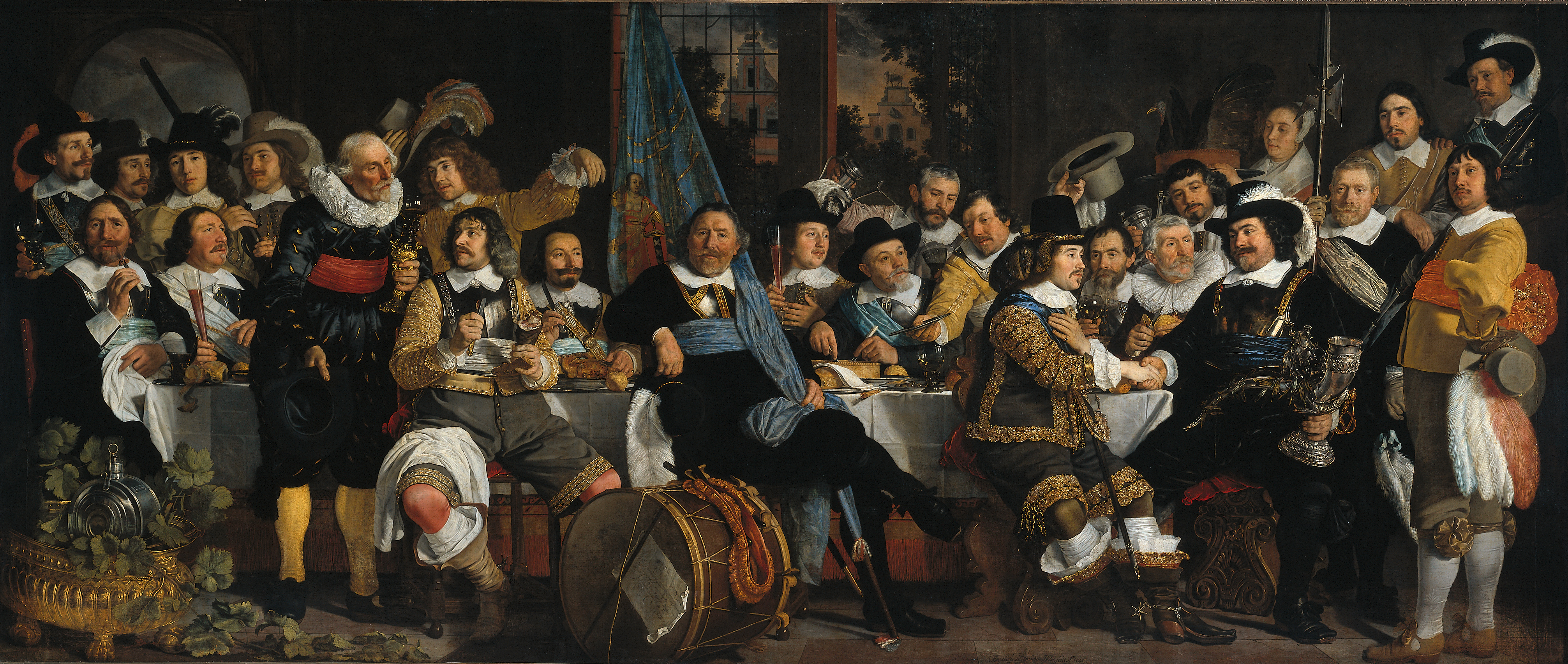
Das Schützenmahl der Amsterdamer Bürgergarde zur Feier des Westfälischen Friedens 1648

Bei Vorsteher des Amsterdamer Schützenkorps (1657) handelt es sich um ein weiteres bekanntes Werk des Künstlers, von dem sich eine kleinere, von dem Künstler 1658 gemalte Wiederholung im Louvre befindet. Die Behandlung ist hier schon zahmer, die Farbe minder kräftig. Diese Richtung bekommt später immer mehr die Oberhand. Porträts des Künstlers, die sich meist durch vornehme Haltung und glatte, saubere Behandlung auszeichnen, finden sich zahlreich in den Galerien, sein Selbstbildnis von 1657 in den Uffizien zu Florenz.
1653 gründete er mit dem Bildnismaler N. de Helt-Stokade in Amsterdam die St. Lukas-Gilde.

## Familie
Van der Helst heiratete am 4. Mai 1636 in der Nieuwe Kerk von Amsterdam die 18-jährige Anna du Pire († Oktober 1679). Das Paar hatte fünf Kinder, von denen der Sohn Lodewijk, wie sein Vater, Porträtist wurde. Bartholomeus van der Helst wurde am 16. Dezember 1670 beerdigt.
- Susanna van der Helst (1638–1703) ⚭ Pieter de la Croix
- Lodewijk van der Helst (geboren um 1642) ⚭ 2. Januar 1677 mit Geertruyd de Haes aus Köln am Rhein. Er war ein Schüler seines Vaters, der zwar sehr tüchtig, aber wenig begabt und als Bildnis- und Stilllebenmaler tätig. Er zog nach dem Tod seines Vaters zu seiner Mutter, die im Mai 1678 in ein kleineres Haus in der Groote Leidsche Warsstraat umzog und an der Wassersucht erkrankt war.
  - Lodewijk van der Helst (getauft am 31. Januar 1680 in der Zuiderkerk in Amsterdam)